# Terzine
Die Terzine ist eine gereimte und aus beliebig vielen Strophen bestehende Gedichtform italienischer Herkunft. Jede Terzinen-Strophe besteht aus drei Versen. In Terzine steckt das italienische Wort terzo „dritter“, womit auf das strukturierende Prinzip dieser Gedichtform verwiesen ist.

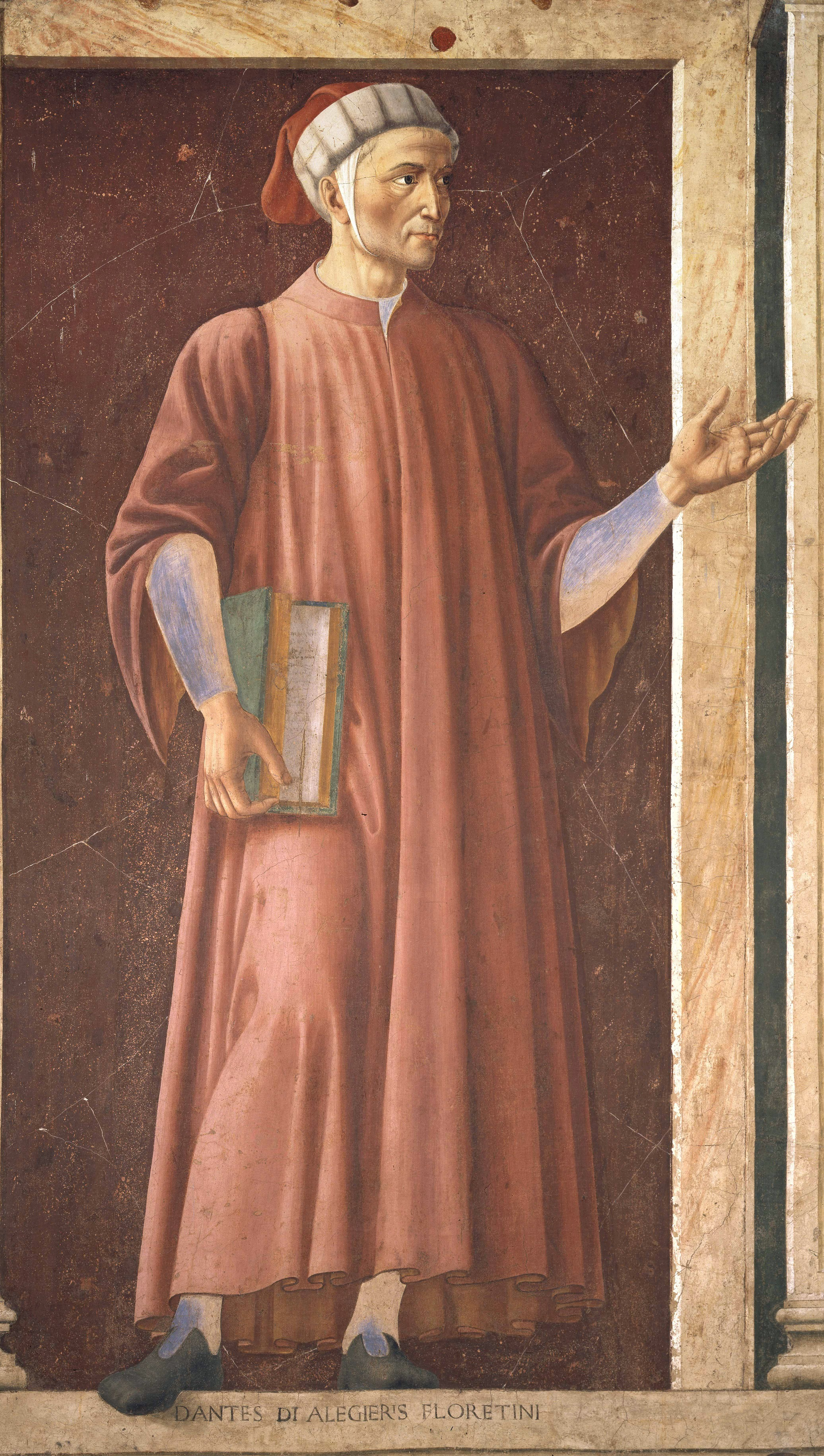
Dante Alighieri, Erfinder der Terzine

## Form
Der in der Terzine verwendete Vers ist der Endecasillabo. Eine Terzinen-Strophe besteht aus dreien solcher Verse und hat die Reimstruktur [aba]. Der innerhalb der ersten Strophe reimlose zweite Vers findet seine Reimentsprechung erst in der zweiten Strophe, deren Reimschema [bcb] lautet, und nach diesem Muster reimen dann alle weiteren Strophen, ehe am Ende des Gedichts ein einzelner Schlussvers mit dem mittleren Vers der letzten Strophe reimt: [cdc, ded, … yzy, z]. Die letzten vier Verse kann man dabei als reguläre Terzinen-Strophe mit anschließendem Schlussvers, aber auch als eine vierzeilige Strophe mit Kreuzreim [cdc, ded, … yzyz] verstehen und darstellen. Da jeweils ein Reim erst in der Folgestrophe fortgesetzt wird, entwickelt sich eine innere Dynamik. Es gibt keine vorgegebene Strophenzahl; die Terzine zeichnet sich dadurch aus, dass sie immer weiter fließt und erst durch den Schlussvers zur Ruhe kommt.
Im Deutschen wird als Vers der jambische Fünfheber verwendet. Im Gegensatz zum italienischen Vorbild können die Versausgänge sowohl weiblich-unbetont als auch männlich-betont sein; zumeist wird aber die ursprüngliche Form verwendet, also nur weiblich-unbetont schließende Verse.

## Beispiel
Von Hugo von Hofmannsthal  stammt eine Gruppe von vier Gedichten in Terzinen, deren zweites so lautet:
| 1  | Die Stunden! wo wir auf das helle Blauen        | A |
| 2  | Des Meeres starren und den Tod verstehn,        | B |
| 3  | So leicht und feierlich und ohne Grauen,        | A |
|    |                                                 |   |
| 4  | Wie kleine Mädchen, die sehr blass aussehn,     | B |
| 5  | Mit großen Augen, und die immer frieren,        | C |
| 6  | An einem Abend stumm vor sich hinsehn           | B |
|    |                                                 |   |
| 7  | Und wissen, dass das Leben jetzt aus ihren      | C |
| 8  | Schlaftrunknen Gliedern still hinüberfließt     | D |
| 9  | In Bäum und Gras, und sich matt lächelnd zieren | C |
|    | Schlussvers:                                    |   |
| 10 | Wie eine Heilige, die ihr Blut vergießt.        | D |